# Alta Car and Engineering Company

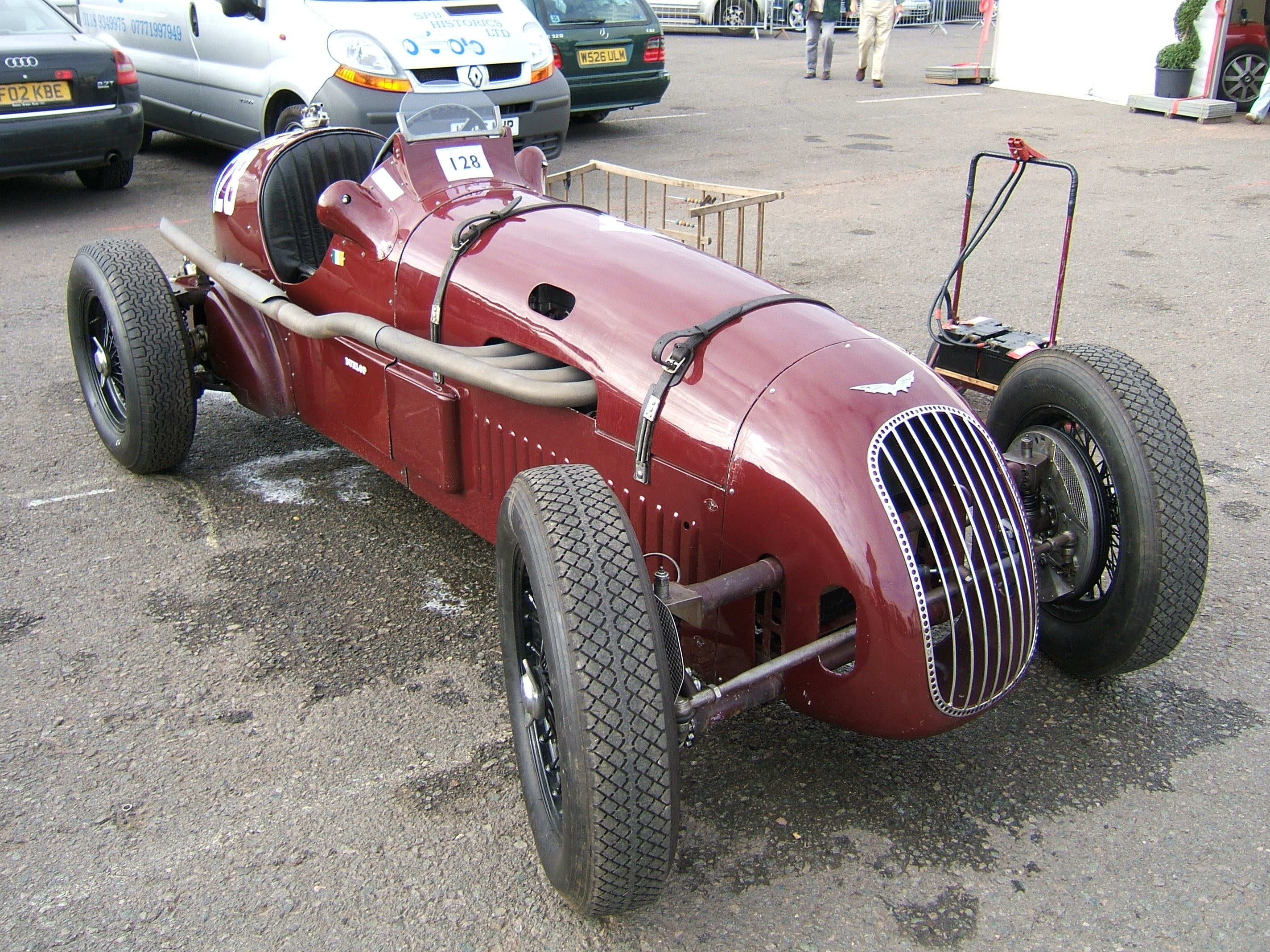
Automóvil de Alta, anterior a la guerra.

Alta Car and Engineering Company, o Alta, fue una constructor de automóviles de carreras británico. Disputó cinco Grandes Premios de Fórmula 1.

## Inicios
Geoffrey Taylor se dedicaba a crear autos para competiciones desde 1937, pero no fue hasta 1945 cuando decidió hacer un auto para diputar Grandes Premios. En 1948 con escasos recursos logra cumplir su sueño, y entre 1949 y 1950 crea otros dos coches más.

## Alta GP
En 1950, Taylor presenta el Alta GP, un auto casero con suspensiones independientes y un motor de cuatro cilindros en línea. Alta se presentó al Gran Premio de Gran Bretaña de 1950 en Silverstone, y al volante de estos monoplazas se encontraban el piloto irlandés Joe Kelly y el británico Geoffrey Crossley. En la carrera, los Alfa Romeo fueron superiores al resto en todo aspecto, y el equipo Alta mucho no podía hacer. En la vuelta 43, el equipo sufre su pérdida, Crossley tiene fallos en la transmisión y se retira forzadamente. Joe Kelly aunque terminó la carrera, no clasificó oficialmente debido a que finalizó la carrera haciendo 57 vueltas de las 70 establecidas (para clasificar hay que hacer al menos el 90% de la carrera).
El equipo tuvo una segunda presentación en el Gran Premio de Bélgica, disputado en Spa-Francorchamps. El equipo se presentó con un único monoplaza, el de Geoffrey Crossley. En clasificación terminó en duodécima posición, por delante del piloto suizo Toni Branca y el belga Johnny Claes (quien no marcó ningún tiempo). De los catorce iniciales solo terminaron diez, y Crossley terminó en una novena posición solo por delante del piloto de Maserati Toni Branca. Esta fue la mejor posición que consiguió el equipo en toda su trayectoria.
1951 dejó un mal sabor de boca para Taylor ya el equipo solo se presentó en una carrera, el Gran Premio Británico, el piloto Joe Kelly volvería a correr con un Alta GP, e increíblemente volvería a repetir el mismo problema que el año anterior. Salió desde la decimoctava posición de la parrilla por delante de los BRM de Peter Walker y Reg Parnell (quienes no marcaron ningún tiempo) y terminaría en la decimoquinta posición, el piloto terminó la carrera en 75 vueltas de las 90 establecidas (volvió a terminar la carrera sin completar el 90%), el piloto fue descalificado. Esa temporada, ningún coche de Alta volvería a pisar otro circuito, y con este amargo final, el Alta GP se despedía de la categoría.

## Alta F2
Geoffrey Taylor se decidió a crear un auto más competitivo para 1952, decidió participar en la categoría junior, Fórmula 2, y así nacía el Alta F2. Tony Gaze y Gordon Watson los nuevos pilotos del equipo vieron de cerca el desastre que Taylor había creado, el nuevo automóvil tenía un chasis muy similar al del Alta GP, tenía sobrepeso y su potencia no era en nada destacable. Incluso en Fórmula 2, el equipo tuvo malos resultados, pero Taylor con esperanza, inscribió al Alta F2 en los Grandes Premios de Francia y Gran Bretaña, Peter y Graham Whitehead fueron sus pilotos.
Alta llegó a Francia con un solo piloto, Peter Whitehead. En la clasificación Peter se posicionó decimotercero de veinte autos presentes, su tiempo fue de 2:29, a 14,7 segundos de la pole. Aunque si bien el equipo tuvo una buena clasificación, la carrera fue todo lo contrario. En la vuelta 13, el piloto sufriría un abandono, tras un fallo con el embrague, tras esta carrera Peter Whitehead fue llamado para conducir en Ferrari y jamás volvió a conducir un Alta.
En el Gran Premio local, Graham Whitehead (el medio hermano de Peter) sería el encargado de conducir el Alta F2. Aunque Graham Whitehead conducía el coche número 1, su monoplaza le alcanzó para clasificarse decimosegundo, esta vez a 8 segundos de la pole. Con la misma suerte que en Bélgica, el Alta F2 salía desde la decimosegunda posición, Graham se las arregló para mantenerse en la posición número 12, dos puestos detrás de su hermano Peter.
Aún quedaban tres Grandes Premios para terminar la temporada, pero el equipo no volvería a formar parte de un campeonato de Fórmula 1, aunque el equipo HWM utilizaría los motores de Alta (que utilizaba desde 1951) hasta 1954, cuando se despediría del torneo.

## Resultados

### Fórmula 1
(Clave) (negrita indica pole position) (cursiva indica vuelta rápida)

| Año     | Equipo            | Chasis | Motor | Neu. | Piloto            | 1   | 2   | 3   | 4   | 5   | 6   | 7   | 8   |
| ------- | ----------------- | ------ | ----- | ---- | ----------------- | --- | --- | --- | --- | --- | --- | --- | --- |
| 1950    | Geoffrey Crossley | GP     | L4s   | D    |                   | GBR | MON | 500 | SUI | BEL | FRA | ITA |     |
| 1950    | Geoffrey Crossley | GP     | L4s   | D    | Geoffrey Crossley | Ret |     |     |     | 9   |     |     |     |
| 1950    | Joe Kelly         | GP     | L4s   | D    | Joe Kelly         | NC  |     |     |     |     |     |     |     |
| 1951    | Joe Kelly         | GP     | L4s   | D    |                   | SUI | 500 | BEL | FRA | GBR | GER | ITA | ESP |
| 1951    | Joe Kelly         | GP     | L4s   | D    | Joe Kelly         |     |     |     |     | NC  |     |     |     |
| 1952    | Peter Whitehead   | F2     | L4    | D    |                   | SUI | 500 | BEL | FRA | GBR | GER | NED | ITA |
| 1952    | Peter Whitehead   | F2     | L4    | D    | Peter Whitehead   |     |     |     | Ret |     |     |     |     |
| 1952    | Peter Whitehead   | F2     | L4    | D    | Graham Whitehead  |     |     |     |     | 12  |     |     |     |
| Fuente: |                   |        |       |      |                   |     |     |     |     |     |     |     |     |